# Ong Bak 2. – A bosszú
Az Ong Bak 2. – A bosszú, alternatív címén Ong Bak 2. – A sárkány bosszúja (eredeti címén องค์บาก 2, angol címén Ong Bak 2. - The Beginning) egy 2008-ban bemutatott thaiföldi akciófilm Tony Jaa-val a főszerepben, aki a film társrendezője is. Az Ong Bak 2. a címe ellenére nem közvetlen folytatása a 2003-as Ong-bak – A thai boksz harcosa című filmnek, mivel az napjaink Thaiföldjén játszódik, az Ong Bak 2. története azonban a 15. században. Az Ong-bakhoz képest a történet jóval sötétebb, a harcok pedig jóval brutálisabbak.

## Cselekmény
Tien édesapját, a nagy hatalmú földesurat brutálisan meggyilkolják. A fiú emberkereskedők karmai közé kerül, akik kegyetlen játékot űznek vele: krokodil elé vetik. A fiú nem adja fel a harcot és legyőzi a krokodilt. Ezzel felkelti a banditavezér Chernang figyelmét, aki magához veszi és saját fiaként neveli fel. Tien a banditák között elsajátítja az ázsiai harcművészeteket és felnőve a legveszélyesebb, legbrutálisabb harcos válik belőle, aki készen áll arra, hogy bosszút álljon apja gyilkosain.

## Forgatás
A forgatás 2006 októberében kezdődött, a filmet 2008. december 5-én mutatták be Thaiföldön. 2008 júliusában kiszivárgott, hogy Tony Jaa két hónapra eltűnt, otthagyva a félkész filmet, ami 250 millió baht kárt okozott a filmstúdiónak, Jaa eltűnése miatt ugyanis az amerikai disztribútor, a Weinstein Company felmondta a szerződést. Később Jaa úgy nyilatkozott, hogy a gondot az okozta, hogy a Sahamongokol nem teljesítette a költségvetéshez szükséges teljes összeget. A produkciós cég, az Ayara Film úgy nyilatkozott, hogy miután a Sahamongokol 2008 júliusában átvette Jaa-tól a produkció irányítását, többé nem érkezett pénz tőlük.
Később Jaa és a Sahamongokol mégis megegyezett, így a filmet Phanna Rhittikraj rendezésében fejezték be.
A késések miatt úgy döntöttek, hogy az eredeti határidők tartásához a film cselekményét nyitva hagyják, és a történetet egy új filmben, az Ong Bak 3.-ban fejezik be.